# Golden Globe-galan 2016

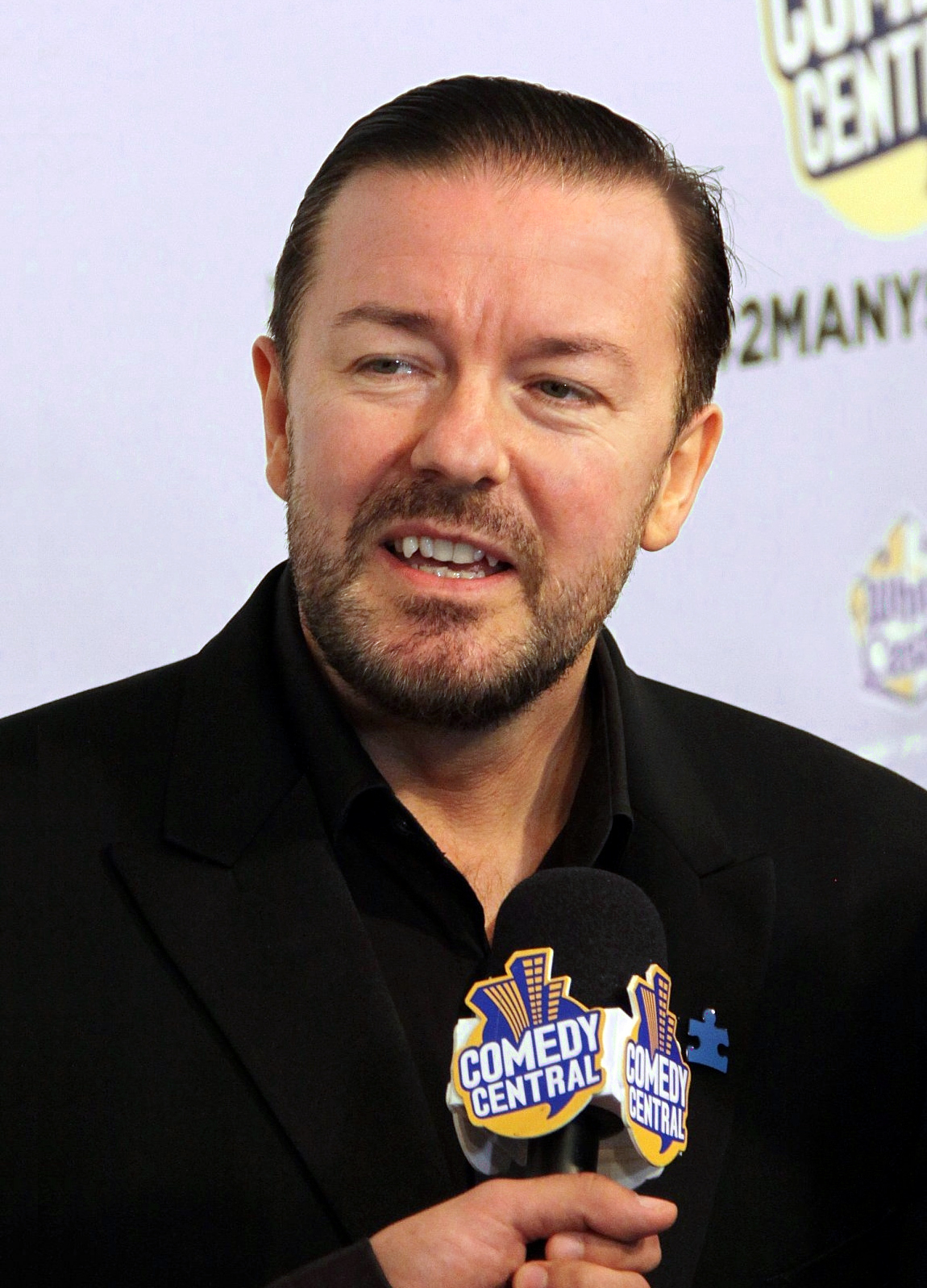
Ricky Gervais var 2016 års värd.

Den 73:e upplagan av Golden Globe Awards, som belönade insatser inom TV och film från 2015, sändes från Beverly Hilton Hotel i Beverly Hills, Kalifornien den 10 januari 2016 av NBC. Ricky Gervais var årets värd för fjärde gången.

## Vinnare och nominerade
Vinnarna listas i fetstil.

### Filmer
| Bästa film - drama | Bästa film - musikal eller komedi |
| --- | --- |
| - The Revenant - Carol - Mad Max: Fury Road - Room - Spotlight | - The Martian - The Big Short - Joy - Spy - Trainwreck |
| Bästa manliga huvudroll - drama | Bästa kvinnliga huvudroll - drama |
| - Leonardo DiCaprio – The Revenant - Bryan Cranston – Trumbo - Michael Fassbender – Steve Jobs - Eddie Redmayne – The Danish Girl - Will Smith – Concussion                                | - Brie Larson – Room - Cate Blanchett – Carol - Rooney Mara – Carol - Saoirse Ronan – Brooklyn - Alicia Vikander – The Danish Girl |
| Bästa manliga huvudroll - musikal eller komedi | Bästa kvinnliga huvudroll - musikal eller komedi |
| - Matt Damon – The Martian - Christian Bale – The Big Short - Steve Carell – The Big Short - Al Pacino – Danny Collins - Mark Ruffalo – Infinitely Polar Bear                              | - Jennifer Lawrence – Joy - Melissa McCarthy – Spy - Amy Schumer – Trainwreck - Maggie Smith – The Lady in the Van - Lily Tomlin – Grandma |
| Bästa manliga biroll | Bästa kvinnliga biroll |
| - Sylvester Stallone – Creed - Paul Dano – Love & Mercy - Idris Elba – Beasts of No Nation - Mark Rylance – Spionernas bro - Michael Shannon – 99 Homes                                    | - Kate Winslet – Steve Jobs - Jane Fonda – Youth - Jennifer Jason Leigh – The Hateful Eight - Helen Mirren – Trumbo - Alicia Vikander – Ex Machina |
| Bästa regi | Bästa manus |
| - Alejandro González Iñárritu – The Revenant - Todd Haynes – Carol - Thomas McCarthy – Spotlight - George Miller – Mad Max: Fury Road - Ridley Scott – The Martian                         | - Steve Jobs – Aaron Sorkin - The Big Short – Adam McKay och Charles Randolph - The Hateful Eight – Quentin Tarantino - Room – Emma Donoghue - Spotlight – Thomas McCarthy och Josh Singer |
| Bästa filmmusik | Bästa sång |
| - The Hateful Eight – Ennio Morricone - Carol – Carter Burwell - The Danish Girl – Alexandre Desplat - The Revenant – Ryuichi Sakamoto och Carsten Nicolai - Steve Jobs – Daniel Pemberton | - "Writing's on the Wall" (Sam Smith och Jimmy Napes) – Spectre - "Love Me like You Do" (Max Martin, Savan Kotecha, Ali Payami, Tove Lo och Ilya Salmanzadeh) – Fifty Shades of Grey - "One Kind of Love" (Brian Wilson och Scott Bennett) – Love & Mercy - "See You Again" (DJ Frank E, Andrew Cedar, Charlie Puth och Wiz Khalifa) – Fast & Furious 7 - "Simple Song #3" (David Lang) – Youth |
| Bästa animerade film | Bästa icke-engelskspråkiga film |
| - Insidan ut - Anomalisa - Den gode dinosaurien - Fåret Shaun - Filmen - Snobben | - Sauls son (Ungern) - Det helt nya testamentet (Belgien/Frankrike/Luxemburg) - El Club (Chile) - Fäktaren (Finland/Tyskland/Estland) - Mustang (Frankrike) |

### Filmer med flera vinster
- 3 vinster: The Revenant
- 2 vinster: The Martian och Steve Jobs

### Filmer med flera nomineringar
- 5 nomineringar: Carol
- 4 nomineringar: The Big Short, The Revenant och Steve Jobs
- 3 nomineringar: The Danish Girl, The Hateful Eight, The Martian, Room och Spotlight
- 2 nomineringar: Joy, Love & Mercy, Mad Max: Fury Road, Spy, Trainwreck, Trumbo och Youth

### Television
| Bästa TV-serie - drama | Bästa TV-serie - musikal eller komedi |
| --- | --- |
| - Mr. Robot - Empire - Game of Thrones - Narcos - Outlander | - Mozart in the Jungle - Casual - Orange Is the New Black - Silicon Valley - Transparent - Veep                                                                           |
| Bästa manliga huvudroll i en TV-serie - drama | Bästa kvinnliga huvudroll i en TV-serie - drama |
| - Jon Hamm – Mad Men - Rami Malek – Mr. Robot - Wagner Moura – Narcos - Bob Odenkirk – Better Call Saul - Liev Schreiber – Ray Donovan                            | - Taraji P. Henson – Empire - Caitriona Balfe – Outlander - Viola Davis – How to Get Away with Murder - Eva Green – Penny Dreadful - Robin Wright – House of Cards        |
| Bästa manliga huvudroll i en TV-serie - musikal eller komedi | Bästa kvinnliga huvudroll i en TV-serie - musikal eller komedi |
| - Gael García Bernal – Mozart in the Jungle - Aziz Ansari – Master of None - Rob Lowe – The Grinder - Patrick Stewart – Blunt Talk - Jeffrey Tambor – Transparent | - Rachel Bloom – Crazy Ex-Girlfriend - Jamie Lee Curtis – Scream Queens - Julia Louis-Dreyfus – Veep - Gina Rodriguez – Jane the Virgin - Lily Tomlin – Grace and Frankie |
| Bästa manliga huvudroll i en miniserie eller TV-film | Bästa kvinnliga huvudroll i en miniserie eller TV-film |
| - Oscar Isaac – Show Me a Hero - Idris Elba – Luther - David Oyelowo – Nightingale - Mark Rylance – Wolf Hall - Patrick Wilson – Fargo                            | - Lady Gaga – American Horror Story - Kirsten Dunst – Fargo - Sarah Hay – Flesh and Bone - Felicity Huffman – American Crime - Queen Latifah – Bessie                     |
| Bästa manliga biroll i en TV-serie, miniserie eller TV-film | Bästa kvinnliga biroll i en TV-serie, miniserie eller TV-film |
| - Christian Slater – Mr. Robot - Alan Cumming – The Good Wife - Damian Lewis – Wolf Hall - Ben Mendelsohn – Bloodline - Tobias Menzies – Outlander                | - Maura Tierney – The Affair - Uzo Aduba – Orange Is the New Black - Joanne Froggatt – Downton Abbey - Regina King – American Crime - Judith Light – Transparent          |
| Bästa miniserie eller TV-film | |
| - Wolf Hall - American Crime - American Horror Story - Fargo - Flesh and Bone                                                                                     | |

### Serier med flera vinster
- 2 vinster: Mr. Robot och Mozart in the Jungle

### Serier med flera nomineringar
- 3 nomineringar: American Crime, Fargo, Mr. Robot, Outlander, Transparent och Wolf Hall
- 2 nomineringar: American Horror Story, Empire, Flesh and Bone, Mozart in the Jungle, Narcos, Orange Is the New Black och Veep

### Cecil B. DeMille Award
- Denzel Washington

## Presentatörer
Följande personer nedan presenterade priser vid galan.

- Amy Adams
- Jaimie Alexander
- Patricia Arquette
- Melissa Benoist
- Orlando Bloom
- Kate Bosworth
- Sophia Bush
- Jim Carrey
- Matt Damon
- Viola Davis
- Chris Evans
- Will Ferrell
- America Ferrera
- Tom Ford
- Jamie Foxx
- Morgan Freeman
- Lady Gaga
- Mel Gibson
- Grant Gustin
- Maggie Gyllenhaal
- Tom Hanks
- Kevin Hart
- Amber Heard
- Taraji P. Henson
- Jonah Hill
- Bryce Dallas Howard
- Terrence Howard
- Kate Hudson
- Lily James
- Ken Jeong
- Dwayne Johnson
- Michael Keaton
- John Krasinski
- Eva Longoria
- Jennifer Lopez
- Helen Mirren
- Julianne Moore
- Katy Perry
- Brad Pitt
- Eddie Redmayne
- Kurt Russell
- Andy Samberg
- Amy Schumer
- J.K. Simmons
- Jason Statham
- Channing Tatum
- Mark Wahlberg
- Olivia Wilde